# Sebastian Achamer
Sebastian Achamer (* 18. Jänner 1623 in Hall/Tirol; † 5. Juli 1694 ebenda) war ein österreichischer Orgelbauer.

## Leben
Von 1640 bis 1646 erlernte er das Orgelhandwerk bei dem Orgelbauer Nikolaus Harter in Hall in Tirol. Nach der Lehre blieb er in dieser Werkstatt als Geselle tätig. Harter, der selbst kaum Werke geschaffen hat, starb 1654, und Achamer heiratete dessen Witwe und führte die Orgelwerkstatt fort. Das Ende seines Lebens verbrachte er in Armut. Bereits 1687 wurde er nicht mehr mit dem Bau der Orgel in der Pfarrkirche zu Hall betraut. Diese Orgel wurde von Franz Köck gebaut.

## Werkliste (Auswahl)
Sein Tätigkeitsfeld lag in Tirol und Salzburg sowie in Oberbayern und Schwaben. Nachgewiesene Werke (Auszug):
| Jahr | Ort                  | Gebäude                            | Bild | Manuale | Register | Bemerkungen                                                                                          |
| ---- | -------------------- | ---------------------------------- | ---- | ------- | -------- | --- |
| 1656 | Ilgen bei Steingaden | Wallfahrtskirche Mariä Heimsuchung |      |         |          | seit 1723 Orgel von Augustin Simnacher                                                               |
| 1657 | Schongau             | Mariae Himmelfahrt                 |      |         |          | seit 2012 Orgel von Orgelbau Sandtner                                                                |
| 1659 | Absam                | Marienbasilika                     |      |         |          | seit 1776 Orgel von Johann Anton Fuchs                                                               |
| 1660 | Stötten am Auerberg  | St. Peter und Paul                 |      |         |          | seit 1907 Orgel von Gebrüder Hindelang                                                               |
| 1661 | Marktoberdorf        | Stadtpfarrkirche St. Martin        |      |         |          | seit 1940 Orgel von Gebrüder Hindelang                                                               |
| 1662 | Rattenberg           | Augustinerkirche                   |      |         |          | |
| 1663 | Mindelheim           | Mariae Verkündigung                |      |         |          | Orgel aus 1722 Augustin Simnacher zugeschrieben                                                      |
| 1668 | Innsbruck            | Regelhaus                          |      |         |          | |
| 1671 | Salurn               | St. Joseph                         |      |         |          | |
| 1678 | Lofer                | Pfarrkirche Lofer                  |      |         |          | nicht erhalten, Orgel aus 1892 von Albert Mauracher                                                  |
| 1680 | Untermieming         | Pfarrkirche Untermieming           |      |         |          | Orgel aus 1892 von Anton Behmann                                                                     |
| 1682 | Kirchdorf in Tirol   | Pfarrkirche Kirchdorf in Tirol     |      |         |          | Orgel aus 1928 von Orgelbau Cäcilia                                                                  |
| 1682 | Teisendorf           | St. Andreas (Teisendorf)           |      |         |          | |
| ?    | Pinzon               |                                    |      |         |          | |
| ?    | Ried im Oberinntal   | Loretokapelle                      |      | I       | 5        | |
| ?    | Hall in Tirol        | Pfarrkirche St. Nikolaus           |      | I       | 6        | nicht in Hall eingebaut, heute in Lans (Tirol); Neubau der Pfarrkirchenorgel (1687) durch Franz Köck |